# Вилађо Капанине (Леко)
Вилађо Капанине је насеље у Италији у округу Леко, региону Ломбардија.
Према процени из 2011. у насељу је живело 19 становника. Насеље се налази на надморској висини од 656 м.